# 東山哲也
東山 哲也（ひがしやま てつや、1971年（昭和46年） - ）は、日本の植物学者。学位は、博士（理学）（東京大学・1999年）。名古屋大学大学院教授。
父は農学者で山形大学名誉教授の東山勇。母は日本九重流詩吟学会4代目宗家の東山昭子。

## 略歴
- 1971年、山形県鶴岡市生まれ
- 1990年、山形県立鶴岡南高等学校 卒業
- 1994年、東京大学理学部生物学科 卒業
- 1996年、東京大学大学院理学系研究科生物科学専攻修士課程 修了
- 1999年、東京大学大学院理学系研究科生物科学専攻博士課程 修了
  - 3月29日、博士（理学）の学位を取得。
  - 同研究科 助手
- 2007年、名古屋大学大学院理学研究科教授 就任
- 2012年、名古屋大学トランスフォーマティブ生命分子研究所(WPI-ITbM)副拠点長
- 2019年、東京大学大学院理学系研究科教授（名古屋大学と兼任）

## 受賞歴
- 1999年 日本植物形態学会奨励賞
- 2000年 日本植物学会奨励賞
- 2010年 第6回日本学術振興会賞
- 2017年 第34回井上学術賞
- 2018年 第71回中日文化賞
- 2020年 2019年度朝日賞[1]

## 著作物
文部科学省科学研究費補助金研究成果報告書
- 「体外受精系を用いた高等植物の受精および初期発生機構の顕微分子細胞学的解析」（2004年5月）

博士論文
- 「裸出芽嚢を持つトレニアを用いたin vitro重複受精系の確立と重複受精の動的機構の研究」 東京大学 甲第14141号

## 家族
- 父：東山勇 - 農学者、農学博士
- 母：東山昭子 - 日本九重流詩吟学会会長